# Чжу Ціюй
Чжу Ціюй (кит.: 朱祁鈺; піньїнь: Zhu Qiyu), храмове ім'я Дайцзун (кит.: 代宗; піньїнь: Dàizōng; 21 вересня 1428 —14 березня 1457) — сьомий імператор династії Мін. Девіз правління — Цін-тай (Виблискуюче Благоденство).

## Життєпис
Народився 21 вересня 1428 році у Пекіні. Був молодшим сином імператора Чжу Чжанцзі. Замолоду отримав титул князя Чен. Про молоді роки мало відомо. Після поразки китайських військ у 1449 році при Туму від ойратів та попадання у полон зведеного брата імператора Чжу Цічженя імперія опинилася у складному становище. Втім китайський генерал Юй Цянь зміг завдати поразку ворогам неподалік від Пекіна. Все це дозволило Чжу Ціюю домагатися влади. Зрештою 22 вересня 1449 року Чжу Зіюй став імператором. Новий імператор не поспішав викупати свого брата з ойрацького полону. Більшу увагу приділяв обороні країни, проведенню військової реформи. Було організовано роботи для відновлювання міст та сіл після набігу ойратів. Водночас побудовано водосховища та шлюзи, що дозволило приборкати розливи річки Хуанхе. Але Чжу Ціюю довелося також придушувати повстання на півдні внаслідок посухи та голоду.
Після повернення у 1450 році брата Чжу Цічженя з полон його запроторили під домашній арешт у Забороненому місті. Втім у 1557 році під час хвороби Чжу Ціюя стався заколот, внаслідок якого останній втратив владу, а кермо знову перебрав Чжу Цзіжень. після цього Чжу Ціюй отримав колишній титул князя Чень, але вже 14 березня того ж року був вбитий за наказом імператора.